# エイケルジャクソン
エイケル・ジャクソン（1981年6月26日 - ）は、沖縄県那覇市出身のMJインパーソネーター、デザイナー、クリエイター、ダンサー、イベントオーガナイザー、経営者。
自らを「唯一の日本人女性MJパフォーマー」と称している。
沖縄産まれ、沖縄育ち。ラジオやテレビ、YouTubeなどネットにも幅広く活動の幅を広げている。

## 概要
ステージショーのレパートリーはマイケル・ジャクソン、マドンナ、ケイティ・ペリーなど様々な海外スターのトリビュートパフォーマンスを行なっている。
主な特色としてダンスと共に映像や照明など舞台演出を含めた総合エンターテイメントショーを行うことで知られる。
沖縄尚学高等学校附属中学校、沖縄県立首里高等学校卒業後、上京。東京工芸大学芸術学部卒業。
2009年よりMJパフォーマンス活動を開始、2016年から拠点を沖縄に移し、沖縄県外各地で、大型ショッピングモールやホテル施設でのエンタメショー、ライブ、ワークショップ、披露宴余興やラジオパーソナリティ、様々な活動を行なっている
2016年に「琉球ENTERTAINMENT」を設立、沖縄でのマーメイド撮影やウェディング撮影などのアーティスティックで個性的なロケーション撮影を行う事業を代表として展開している。
2018年は「超人?変人!RPC」にてエフエム那覇のラジオパーソナリティや司会MCとしても活動をスタートしている。
現在は沖縄を拠点としながら、日本各地、国内外問わず様々な場所でパフォーマンス活動をしている。

## 来歴
沖縄県那覇市首里で三女として生まれる。
幼い頃に両親が離婚して母親に引き取られ、母子家庭で育っていたことから、鍵っ子で一人で家にいることが多く、絵を書いたり音楽を聴いたりすることが好きになった。
音楽好きの母親の影響でカセットテープやレコードで主に洋楽、マドンナやビートルズなどを聞いて育つ。中学時代にマイケルジャクソンのPVを見て衝撃を受けて、ムーンウォークの練習をしたりしてダンスに目覚める。
高校は地元の首里高校に通い、ダンス部の創部メンバーとしてストリートダンスコンテストなどに出場。高校3年時には「エンプレスポッパーズ」女性4人組のダンスユニットを組み、ストリートダンスコンテスト「DROP THE SKILL」で県大会での優勝経験を持つ。
絵を書くことが好きで漫画を書いたり絵を書いたりすることで生計を立てようと高校時に決める。
ダンスコンテストと美大の受験活動の両立をしながらダンススクール、美塾、進学塾に通い、自己推薦入試枠で東京工芸大学の芸術学部に、当時約26倍の倍率で合格する。
東京の美術大学進学のため、沖縄から首里高校卒業と同時に上京する。

### 高校卒業後
2005年に美大卒業後、グラフィックデザイナー、アートディレクターとして勤務しながら、ダンスパフォーマンス活動、イベント出演活動を続ける。
主に紙媒体の雑誌や新聞広告、ポスター広告、パンフレットなどを手がけていたが、iPhoneが発売されたことをきっかけにクリエイターとして紙媒体からIT事業へ転向する事を決める。
インターネット事業の中でもアプリデザイン開発、UIやUXに興味を持ち、2009年から株式会社サイバーエージェントでアメーバの新規アプリ事業などを行う。
新アプリ事事業のクリエイティブ責任者として数々のアプリデザインを手がけ、社内でのクリエイターのMVP賞も数々受賞している。
ダンスパフォーマンス活動もデザイン活動と並行して行っていたところ、2009年にマイケル・ジャクソンが亡くなった事をきっかけに、もともとのストリートダンスの路線をマイケル・ジャクソンのトリビュート路線に変更する。
2009年にマイケル・ジャクソンの命日と自身の誕生日（アメリカ時間で6月25日、日本時間で6月26日）が同じことが運命を感じた。とメディアなどで語っている。
2016年には沖縄に帰省し「琉球ENTERTAINMENT」を立ち上げ、マリン事業、ロケーション撮影事業、イベント企画、ステージ制作などを手がけている。
マイケル・ジャクソンなどのトリビュートショーの出演、企画、主催を行っている。
那覇市最大の複合型商業施設「メインプレイス」含むショッピングセンターツアーなどで1000人以上の動員数を記録している。
2019年にはマイケル・ジャクソンの10周忌を記念した沖縄初の総合エンターテイメントショーを企画・制作・主催。
現在は沖縄を拠点とし、日本各地、様々な場所でパフォーマンス活動をしている。

## 出演
- 2025 各種イベントプロデュース業務
- 2024 沖縄キリスト大学学園祭　出演
- 2023 ノボテル沖縄那覇　shara10thイベント出演
- 2023 オクマビーチ基地イベント　ニューイヤーカウントダウン出演
- 2023 水曜のヒルナンデス　TV出演
- 2022 タモリ倶楽部　TV朝日出演
- 2019「MJ10thメモリアルショー2019 in沖縄」 - 主催・出演・総合プロデュース
- 2019 ラヴェルスミス  Jr. 初来沖ダンスワークショップ - 企画・主宰
- 2019 ラヴェルスミス  Jr. 初来沖トークショー@沖縄サンエー3店舗ツアー - 企画・主宰
- 2019 ロイヤルホテル沖縄残波岬カウントダウンショー - 出演
- 2019 琉球王国市場 琉球酒豪伝説キャンペーン - 出演
- 2018 琉球ゴールデンキングス ハーフタイムショー - 出演

- 2018 オリオンサザンスター[Blue Movement] - 出演
- 2018 第10回沖縄国際映画祭 島ぜんぶでおーきな祭 国際通りレッドカーペット - 出演
- 2017 東京ドームシティ ラクーアガーデンステージイベント - 主宰
- 2017 第9回沖縄国際映画祭 島ぜんぶでおーきな祭 てんぶす那覇ステージ / 国際通りレッドカーペット - 出演
- 2017 サンエー那覇メインプレイス含む4店舗ツアー - 主宰
- 2017 あしびなーミュージックガーデン - 出演
- 2017 ANAインターコンチネンタル万座ビーチリゾート イベント - 出演
- 2016-2017 ヒルトン沖縄北谷リゾート カウントダウンライブ
- 2016 サンエー那覇メインプレイス含む4店舗ツアー - 主宰
- 2016 海洋博公園MJ&JANET エンターテイメントショー - 主宰
- 2016 ヒルトン沖縄北谷リゾートハロウィンショー - 出演
- 2016 沖縄イオンライカムステージ - 出演
- 2016 ⽇米友好祭US JAPAN FRIENDSHIP @北谷サンセットビーチステージ - 出演
- 2016 カチンバ祭@北谷ライブハウス モッズ出演 WITH カチンバ